# Оскольская ГЭС
Оскольская ГЭС, до 2016 Краснооскольская ГЭС — малая ГЭС на реке Оскол, левый приток Северского Донца (бассейн Дона). 
Единственная малая ГЭС на территории Харьковской области. Расположена в Изюмском районе. 
Приплотинного типа. Запущена в 1958 году. Мощность ГЭС — 3680 кВт (2 гидроагрегата по 1 840 кВт), среднегодовая выработка — около 20 млн. кВт.ч.. По другим данным  среднегодовая выработка составляет 15 млн. квт.ч. Численность персонала станции 20 человек. Электроэнергия, вырабатываемая станцией используется для нужд близлежащих сел Изюмского района.
2 апреля 2022 года в ходе вторжения России на Украину ГЭС была подорвана и перестала функционировать.